# Euthygomphus fujianensis
Euthygomphus fujianensis is een libellensoort uit de familie van de rombouten (Gomphidae), onderorde echte libellen (Anisoptera).
De soort staat op de Rode Lijst van de IUCN als onzeker, beoordelingsjaar 2007.
De wetenschappelijke naam van de soort is voor het eerst geldig gepubliceerd als Anisogomphus fujianensis in 1992 door Zhou & Wu.